# Poi de Toish
Poi de Toish (francès Pouy-de-Touges) és un municipi del departament francès de l'Alta Garona, a la regió d'Occitània.